# Elton Prifti
Elton Prifti (* 1975) ist Sprachwissenschaftler (Romanistik, Balkanologie).

## Leben
Prifti studierte von 1992 bis 1996 Germanistik und Albanologie an der Universität Tirana. Später setzte er seine Studien in Germanistik, Romanistik und Balkanologie an der Universität Potsdam fort, wo er 2011 promovierte. Von 2013 bis 2019 war er Juniorprofessor für Romanische Sprach- und Medienwissenschaft am Romanischen Seminar der Universität Mannheim. 2015 erfolgte die Habilitation an der Universität des Saarlandes (venia legendi: Romanische Philologie). Von 2019 bis 2022 war er ordentlicher Professor für Romanische Sprachwissenschaft: Interkulturalität und Mehrsprachigkeit am Institut für Romanistik der Universität Wien. Seit 2022 leitet er den Lehrstuhl für Romanische Philologie in der Fachrichtung Romanistik der Universität des Saarlandes. Er gründete und leitet das Zentrum für europäische Regional- und Minderheitensprachen sowie das Italienzentrum (Centro di Studi Italiani Saarbrücken), die an der Universität des Saarlandes angesiedelt sind.
Seit 2019 ist Prifti Mitglied der Accademia della Crusca und seit 2021 Mitglied der Akademia e Shkencave e Shqipërisë (Akademie der Wissenschaften Albaniens). Von 2019 bis 2021 war er Vizepräsident der Società di Linguistica Italiana (SLI). 2014 wurde er mit dem Kurt-Ringger-Preis geehrt. Im Jahre 2020 erhielt Prifti gemeinsam mit Wolfgang Schweickard den Premio Cesare Pavese in der Kategorie „Saggistica“.
Die zentralen Forschungsschwerpunkte von Elton Prifti liegen in den Bereichen der historischen Wortforschung, der Varietätenlinguistik, der Kontaktlinguistik, der Migrationslinguistik sowie der digitalen Sprachwissenschaft.
Er ist Mitherausgeber der Zeitschrift für romanische Philologie sowie der dazugehörigen Beihefte zur Zeitschrift für romanische Philologie, Mitorganisator des Romanistischen Kolloquiums und Mitherausgeber der gleichnamigen Reihe, Leiter und Mitherausgeber – gemeinsam mit Wolfgang Schweickard – des Lessico Etimologico Italiano (LEI). Prifti gehört dem wissenschaftlichen Komitee von Studi Linguistici Italiani, Ladinia – Sföi culturâl dai ladins dles Dolomites und Sodalizio Glottologico Milanese an.
Laufende Projekte sind die Akademieprojekte Lessico Etimologico Italiano (LEI) (gemeinsam mit Wolfgang Schweickard) sowie ALMA: Wissensnetze in der mittelalterlichen Romania (gemeinsam mit Wolfgang Schweickard, Maria Selig und Sabine Tittel), Romania "minor" sowie die Geschichte der Sprachwissenschaft im 20. Jahrhundert auf der Grundlage des Privatarchivs von Carlo Tagliavini.

## Schriften (Auswahl)
- Italoamericano. Italiano e inglese in contatto negli USA. Analisi diacronica variazionale e migrazionale. Berlin 2014, ISBN 3-11-029758-2.
- Storia dei contatti linguistici interadriatici, 2015 (Habilitationsschrift).
- Lessico Etimologico Italiano (LEI), begründet von Max Pfister, Wiesbaden, Reichert 1979ff. (gemeinsam mit Wolfgang Schweickard).